# Prinia melanops
La prinia carinegra (Prinia melanops) es una especie de ave paseriforme de la familia Cisticolidae propia de la región de los Grandes Lagos de África. Anteriormente se consideraba una subespecie de la prinia barrada.